# Read (Lancashire)
Read – wieś w Anglii, w hrabstwie Lancashire, w dystrykcie Ribble Valley. Leży 39 km na północ od miasta Manchester i 297 km na północny zachód od Londynu.